# Manuel Narváez Narváez
Manuel Arturo Narváez Narváez (Veracruz, Veracruz, México; 18 de enero de 1965) es un político mexicano, diputado federal para la LVIII Legislatura de 2001 a 2003.

## Biografía
Manuel Narváez nació el 18 de enero de 1965 en el Puerto de Veracruz, Veracruz. A temprana edad, emigró a Chihuahua, Chihuahua en donde realizó estudios truncos de contaduría pública y derecho en la Universidad Autónoma de Chihuahua. En 1993, obtuvo licencia de locutor. En 2000 fundó una Asociación Civil que promovió la ayuda a jóvenes en la ciudad de Chihuahua.
Narváez fue impulsor y coordinador de precampaña de Felipe Calderón Hinojosa en el estado de Chihuahua de 2003 al 2006.
Es editorialista desde 1985. Ha laborado en diversos medios entre los que destacan El Diario de Chihuahua y el Canal 28 de Chihuahua, y se desempeña como director de noticias de alcontacto.com.mx desde 2009.
En 1985, Narváez se afilió al Partido Acción Nacional, en donde ocupó pequeños cargos partidistas durante los años 90. En 1998 fundó el primer comité de Amigos de Fox en Chihuahua. En el año 2000, fue candidato suplente de José Mario Rodríguez Álvarez para la diputación federal del Distrito 8 Federal, resultando electos, y tras la muerte de este, el 16 de abril de 2001, Narváez tomó protesta como diputado el 19 de abril.
En 2004 fue candidato a diputado local por el Distrito 19 Local por la Coalición "Todos Somos Chihuahua" conformada por los partidos Acción Nacional, Revolución Democrática y Convergencia siendo electo para la LXI Legislatura. En 2005 fue miembro del comité de precampaña de Felipe Calderón Hinojosa.
En 2009 fue candidato a diputado federal por el Distrito 8 Federal, resultando perdedor ante el candidato del Partido Revolucionario Institucional, Alejandro Cano Ricaud.
En 2013, tras una serie de manifestaciones de su parte, las cuales incluyeron una huelga de hambre a las afueras del Comité Directivo Estatal del PAN, el Partido del Trabajo lo postuló como su candidato a Presidente Municipal de Chihuahua, siendo así expulsado de manera automática de Acción Nacional, quedando en cuarto y último lugar en la elección. En 2016, repitió como candidato a Presidente Municipal, pero en esta ocasión por el Partido de la Revolución Democrática, resultando perdedor y quedando séptimo y último lugar.